# Wahlen 1919
◄◄ | ◄ | 1915 | 1916 | 1917 | 1918 | Wahlen 1919 | 1920 | 1921 | 1922 | 1923 | ► | ►►

Weitere Ereignisse
Folgende Wahlen fanden 1919 statt:

## Europa

### Deutschland
- Wahl zur Deutschen Nationalversammlung am 19. Januar
- Freistaat Baden: Landtagswahl am 12. Januar 1919
- Freistaat Bayern: Bayerische Landtagswahl am 12. Januar und 2. Februar
- Freistaat Bremen: Wahlen zum Arbeiter- und Soldatenrat am 6. Januar
  - Wahl der verfassungsgebenden Bremer Nationalversammlung am 9. März
- Freistaat Coburg: Wahl zur Landesversammlung des Freistaates Coburg am 9. Februar
  - Volksabstimmung am 30. November zur Frage, ob man Thüringen oder Bayern beitreten sollte
- Hamburg: Bürgerschaftswahl am 16. März
- Volksstaat Hessen: Wahl zur verfassungsgebenden Volkskammer im Freistaat Hessen am 26. Januar
  - Kommunalwahlen im Volksstaat Hessen 1919/1920
- Freistaat Lippe: Landtagswahl in Lippe 1919 am 26. Januar
- Lübeck: Bürgerschaftswahlen am 9. Februar[1]
- Freistaat Mecklenburg-Schwerin: Wahl zur Verfassunggebenden Versammlung des Freistaates Mecklenburg-Schwerin am 26. Januar
- Am 30. März in Freistaat Mecklenburg-Strelitz: Wahl zum 1. ordentlichen Landtag
- Freistaat Oldenburg: Wahl zur verfassunggebenden Landesversammlung
- Freistaat Preußen: Wahlen zur verfassungsgebenden preußischen Landesversammlung am 26. Januar
- Freistaat Sachsen: Wahl der Sächsischen Volkskammer am 2. Februar, siehe Liste der Mitglieder
- Freistaat Schaumburg-Lippe: Landtagswahl am 16. Februar
- Wahlen in den sieben Ländern, die sich am 1. Mai 1920 zum Land Thüringen zusammenschlossen:
  - Freistaat Sachsen-Altenburg: Landtagswahl am 26. Januar
  - Freistaat Sachsen-Gotha: Wahl einer Landesversammlung am 23. Februar
  - Freistaat Sachsen-Meiningen: Landtagswahl am 9. März
  - Freistaat Sachsen-Weimar-Eisenach: Landtagswahl am 9. März
  - Freistaat Schwarzburg-Rudolstadt: Landtagswahl am 16. März
  - Freistaat Schwarzburg-Sondershausen: Landtagswahl am 26. Januar
  - Volksstaat Reuß (1919 bis 1920): Landtagswahl am 2. Februar
- Freistaat Waldeck: Wahl zur Verfassungsgebenden Waldeck-Pyrmonter Landesvertretung am 9. März[2]

### Österreich
- Wahl zur Konstituierenden Nationalversammlung am 16. Februar
- Landtagswahl in Niederösterreich am 4. Mai
- Landtagswahl in Oberösterreich am 23. Juni
- Landtagswahl in Salzburg am 6. April
- Landtagswahl in der Steiermark am 11. Mai
- Landtagswahl in Tirol am 15. Juni
- Landtagswahl in Vorarlberg am 27. April
- Gemeinderatswahl in Wien am 4. Mai

### Weitere Länder
- Armenien: Parlamentswahl
- Belgien: Parlamentswahl am 16. November
- Estland: Wahl zur Verfassunggebenden Versammlung
- Estland: Kommunalwahlen in Estland 1919
- Frankreich: Wahlen im November zur Abgeordnetenkammer – Mehrheit für den Bloc national
- Finnland: Parlamentswahl und Präsidentschaftswahl
- Italien: Parlamentswahl am 16. November
- Luxemburg: Kammerwahl, Referendum zur Staatsform und zur wirtschaftlichen Orientierung
- Norwegen: Lokalwahlen
- Polen: Wahl zur Verfassunggebenden Nationalversammlung
- Portugal: Parlamentswahl am 11. Mai
- Schweiz: Bundesratswahl am 11. Dezember

## Amerika
- Brasilien: Präsidentschaftswahl am 13. April, gewählt wurde Epitácio Lindolfo da Silva Pessoa
- El Salvador: Präsidentschaftswahl im Januar, einziger Kandidat war Jorge Meléndez
- Honduras: Präsidentschaftswahl im Oktober, gewählt wurde Rafael López Gutiérrez
- Neufundland: Parlamentswahl am 3. November
- Vereinigte Staaten: Gouverneurswahlen in Kentucky, Louisiana, Maryland, Massachusetts, Mississippi and New Jersey

## Afrika
- Liberia: Parlamentswahl

## Asien
- Philippinen: am 3. Juni die Wahl zum Repräsentantenhaus und die Wahl zum Senat